# Rick Dior
Pour les articles homonymes, voir Dior.
Richard "Rick" Dior est un ingénieur du son américain né le 9 avril 1947 et mort le 26 octobre 1998 à Marlboro (en) (New Jersey).

## Filmographie (sélection)

### Télévision
- 1991 : Jimi Hendrix at the Isle of Wight (documentaire)
- 1997 : Message to Love: The Isle of Wight Festival (documentaire)
- 1998 : Listening to You: The Who at the Isle of Wight 1970 (documentaire)

### Cinéma
- 1983 : Zelig de Woody Allen
- 1984 : Broadway Danny Rose de Woody Allen
- 1985 : La Rose pourpre du Caire (The Purple Rose of Cairo) de Woody Allen
- 1987 : Dirty Dancing d'Emile Ardolino
- 1988 : Les Accusés (The Accused) de Jonathan Kaplan
- 1989 : Portrait craché d'une famille modèle (Parenthood) de Ron Howard
- 1990 : Contre-enquête (Q & A) de Sidney Lumet
- 1992 : Bob Roberts de Tim Robbins
- 1993 : L'Affaire Pélican (The Pelican Brief) d'Alan J. Pakula
- 1995 : La Dernière Marche (Dead Man Walking) de Tim Robbins
- 1995 : Apollo 13 de Ron Howard
- 1996 : La Rançon (Ransom) de Ron Howard

## Distinctions

### Récompenses
- Oscars 1996 : Oscar du meilleur mixage de son pour Apollo 13

### Nominations
- BAFTA 1996 : British Academy Film Award du meilleur son pour Apollo 13